# Bheemanahalli, Heggadadevankote
Bheemanahalli là một làng thuộc tehsil Heggadadevankote, huyện Mysore, bang Karnataka, Ấn Độ.